# Турци в Кувейт
Турците в Кувейт (на турски: Kuveyt Türkleri) са етническа група в Кувейт. С турски корени може да означават корени, които се свързват с Турция, остров Кипър или общностите на турците.

## Бизнес
Турски хора работят в бръснарски магазини, мебелни магазини, ресторанти. В Кувейт има учители по турски език, лекари, инженери и бизнесмени.